# A gyáva (film, 1971)
A gyáva 1971-ben-ben bemutatott magyar fekete-fehér tévéfilm, Mihályfi Imre rendezésében, Sarkadi Imre azonos című, 1961-ben megjelent regénye alapján, Tordai Teri, Huszti Péter és Kállai Ferenc főszereplésével.

## Cselekmény
A főszereplő Éva gazdag szépasszony, a felkapott, jól menő Bence szobrászművész feleségeként él Budán, nagy villában, luxus környezetben. Férje, Bence modellnek és reprezentatív presztízstárgynak használja őt, öntelt értelmiségi ismerősei előtt nyíltan büszkélkedik felesége szép testével. Cserébe teljes szabadságot enged Évának, elnézi, hogy felesége meg-megcsalja valamelyik ismerőssel. Kapcsolatuk érzelemmentes, üzleti. Éva üresnek érzi életét, megalázónak érzi helyzetét, néha fellázad, elköltözéssel fenyegeti férjét, aki azonban tudja, hogy szép felesége előbb-utóbb úgyis haza fog jönni őhozzá, mert már annyira hozzászokott a gondtalan jóléthez, hogy képtelen más módon élni.
Egy társasági eseményen Éva találkozik régi iskolatársával, a fiatal Szabó Istvánnal, aki autószerelőként kezdett dolgozni, de továbbtanult, és nemrégen megszerezte a gépészmérnöki diplomát. Tele van tervekkel, állásajánlatok között válogat. Egy vidéki nagyvállalat mellett készül dönteni, ehhez szülei régi házát eladná, új munkahelyén új otthont építene. István figyelemmel és szeretettel veszi körül Évát. A nőt rabul ejti a fiú őszintesége, egyénisége, céltudatossága. Beleszeret Istvánba, ellenállhatatlan vágyat érez az érzelmi biztonság, egy új, tartalmasabb, tisztább életforma iránt, mely szöges ellentéte a szobrászfeleséget körülvevő álságos és hazug miliőnek. Istvánnal új életet akar kezdeni. Viszonyba keverednek, tervezik közös jövőjüket.
Éva közli férjével, hogy végleg elhagyja. Bencét hidegen hagyja a bejelentés. Cinikusan, nyersen közli, hogy ő gyáva változtatni, és hamarosan újra itthon lesz. Éva, amikor döntenie kell, valóban megretten a józan, kiegyensúlyozott, de erőt és felelősséget igénylő vidéki élet kilátásától, és visszakozik. István az újonnan vett ház átalakítását tárgyalja a tervezővel, amikor látja Évát sarkon fordulni és elsietni. Éva kénytelen szembenézni azzal, hogy férjének igaza van: ő valóban gyáva, nem képes elszakadni attól a világtól, ahol az emberek egyetlen értékmérője a pénzbeli siker. Kedvtelenül felismeri, hogy szüksége van a fényűzésre, a biztonságra, a kényelemre, a hamis erkölcsű, de megszokott felszínes társasági életre. Megadóan befekszik a régóta rá vadászó, cinikus Kálmán ágyába, a szeretője lesz, és belátja, hogy egész további élete ebből fog állni.

## Szereposztás
| Szerep                          | Színész           | Megj. |
| ------------------------------- | ----------------- | ----- |
| Perédi Bence szobrászművész     | Kállai Ferenc     |       |
| Éva, Bence felesége és modellje | Tordai Teri       |       |
| Szabó Pista gépészmérnök        | Huszti Péter      |       |
| Tibor                           | Kálmán György     |       |
| Annuska, Éva házvezetőnője      | Gór Nagy Mária    |       |
| Gabi bácsi                      | Kovács Károly     |       |
| Marika                          | Medgyesi Mária    |       |
| Elza                            | Spányik Éva       |       |
| Taxis                           | Dégi István       |       |
| Munkás                          | Bánhidi László    |       |
| Tervezőmérnök                   | Győrffy György    |       |
| Házvásárló                      | György László     |       |
| Géza                            | Horváth Gyula     |       |
| Ágica, Géza felesége            | Pécsi Ildikó      |       |
| Kocsmáros                       | Horváth József    |       |
| Zenész vendég                   | Miklósy György    |       |
| Laci, autószerelő               | Seregi Zoltán     |       |
| Falusi bácsika                  | Siménfalvy Sándor |       |

## További információ
- A gyáva a PORT.hu-n (magyarul)
- A gyáva az Internet Movie Database-ben (angolul)
- A gyáva a Box Office Mojón (angolul)
- A gyáva (1971) (magyar nyelven). MAFAB.hu